# 630-ті до н. е.

## Події

### Грецькі держави
- Афінський політик Кілон здобув перемогу на Олімпійських іграх та намагався захопити владу в Афінах, ставши тираном. Проте його плани зазнали невдачі.
- Царем Лідії був Ардіс II, який через загрозу кімерійців визнав себе васалом Ассирії. Кімерійців потіснили скіфи, які теж нападали на землі Лідії.

### Близький Схід
В Ассирії продовжував правити цар Ашшурбаніпал. Після 636 року до н. е. обриваються «Аннали Ашшурбаніпала», тому відомостей про нього мало. З 633 року до н. е. він співправив зі своїм сином Сін-шар-ішкуном. На початку 630-х років до н. е. цар Урарту визнав себе васалом Ассирії.
Вавилонський цар під управлінням Ассирії Кандалану був несамостійною фігурою, а можливо й самим Ашшурбаніпалом, що правив під псевдонімом.
Царем Юдеї був Йосія, який потроху звільнявся від влади Ассирії.
Імовірно, перським царем був Кір I Аншанський, оскільки його згадано в записі про спільний похід ассирійців і персів проти Еламу.

### Єгипет
Фараон Псамметіх I з XXVI династії вів активну зовнішню політику та намагався закріпитися в Азії. За Геродотом впродовж 29 років тримав в облозі філістимлянське місто Ашдод (що ставиться під сумнів сучасними істориками).

## Персоналії

### Народились
- бл. 640-635 Солон, афінський політик
- бл. 640 Стесіхор, давньогрецький поет
- бл. 634-630 Навуходоносор II, вавилонський цар